# Basketball Löwen Braunschweig
Il Basketball Löwen Braunschweig è una società di pallacanestro di Braunschweig, in Germania. Gioca nella Basketball-Bundesliga.
Gioca nella Volkswagen Halle Braunschweig (6.600 posti a sedere) e i suoi colori sono il Giallo e il Blu.

## Sponsor
- 2000-2001: Metabox
- 2001-2002: StadtSport
- 2002-2003: TXU Energy
- 2003-2006: BS Energy
- 2006-2014: New Yorker Phantoms
- dal 2014: Basketball Löwen Braunschweig

## Cestisti
- Vernard Hollins 2005-2006

## Roster 2022-2023
Aggiornato al 14 dicembre 2022.
|    | Naz.                                     | Ruolo | Sportivo          | Anno | Alt. | Peso | Note |
| -- | ---------------------------------------- | ----- | ----------------- | ---- | ---- | ---- | ---- |
| 0  | Germania (bandiera)                      | P     | Gian Aydinoglu    | 2003 | 189  | 75   |      |
| 1  | Austria (bandiera) · Germania (bandiera) | G     | David Krämer      | 1997 | 196  | 92   |      |
| 2  | Germania (bandiera)                      | P     | Jamil Hyangho     | 2003 | 184  | 71   |      |
| 3  | Germania (bandiera)                      | GA    | Nicholas Tischler | 2000 | 200  | 84   |      |
| 4  | Germania (bandiera)                      | AP    | Luc van Slooten   | 2002 | 205  | 99   |      |
| 8  | Angola (bandiera)                        | C     | Jilson Bango      | 1999 | 208  | 94   |      |
| 10 | Germania (bandiera)                      | AG    | Sananda Fru       | 2003 | 205  | 100  |      |
| 12 | Germania (bandiera)                      | C     | Jannik Göttsche   | 2000 | 207  | 91   |      |
| 13 | Germania (bandiera)                      | GA    | Brandon Tischler  | 2000 | 200  | 82   |      |
| 19 | Rep. Ceca (bandiera)                     | P     | Ondřej Sehnal     | 1997 | 192  | 95   |      |
| 21 | Germania (bandiera)                      | G     | Robin Amaize      | 1994 | 196  | 98   |      |
| 30 | Germania (bandiera)                      | AG    | Mertcan Gerhardt  | 2002 | 202  |      |      |
| 33 | Stati Uniti (bandiera)                   | P     | Braydon Hobbs     | 1989 | 196  | 84   |      |
| 44 | Germania (bandiera) · Croazia (bandiera) | AG    | Benedikt Turudić  | 1997 | 207  | 103  |      |